# Atsuko Enomoto
Atsuko Enomoto (榎本 温子, Enomoto Atsuko), Tòquio, 1 de novembre de 1979. És una actriu de veu i cantant japonesa. El seu primer paper com a actriu de veu va ser el de Yukino Miyazawa a Kare Kano el 1998, al qual es va presentar mentre encara estava a l'institut. El seu primer senzill va ser Be My Angel, el tema d'obertura de l'anime Angelic Layer del 2001.
Va estar vinculada a l'agència de talents 81 Produce fins al 2015.
El seu exmarit és l'actor de veu Mark Ishii.
El 2018, va parlar de l'assetjament a la indústria i de com va voler deixar-ho tot els seus primers anys com a actriu de veu.

## Filmografia

### Doblatge anime
| Any       | Títol                                  | Personatge                             |
| --------- | -------------------------------------- | -------------------------------------- |
| 1998      | Kare Kano                              | Yukino Miyazawa                        |
| 1999      | Kaikan Phrase                          | Aine Yukimura                          |
| 1999      | The Legend of Black Heaven             | Kotoko                                 |
| 1999      | Steel Angel Kurumi                     | Kurumi                                 |
| 2000      | Baby Felix                             | Mimi                                   |
| 2000      | Argento Soma                           | Scarlet                                |
| 2000      | Daa! Daa! Daa!                         | Aya Konishi                            |
| 2000      | Platinumhugen Ordian                   | Nanna                                  |
| 2001      | Angelic Layer                          | Misaki Suzuhara                        |
| 2001      | Captain Tsubasa: Road to 2002          | Sanae Nakazawa                         |
| 2001      | Chance Pop Session                     | Yuki Aoyama                            |
| 2001      | Hikaru no Go                           | Asumi Nase                             |
| 2001      | The SoulTaker                          | Megumi Akiba                           |
| 2002      | .hack//SIGN                            | A-20                                   |
| 2002      | Nurse Witch Komugi                     | Megumi Akiba                           |
| 2002      | Panyo Panyo Di Gi Charat               | Rinna Charat                           |
| 2002-2003 | Monkey Typhoon                         | Shiyon                                 |
| 2003      | Di Gi Charat Nyo                       | Rinna Charat                           |
| 2003      | Gunparade Orchestra                    | Tommi Fujino                           |
| 2004      | Ryusei Sentai Musumet                  | Marcia Saotome                         |
| 2005      | Glass Mask                             | Emi Tabuchi                            |
| 2005      | Soreyuke! Gedou Otometai               | Otone Hokke                            |
| 2005      | Starship Operators                     | Akiho Maya                             |
| 2006      | .hack//Roots                           | Bset                                   |
| 2006      | Bokura ga Ita                          | Ayaka Takeuchi                         |
| 2006      | Futari wa Pretty Cure Splash Star      | Mai Mishou/Cure Egret/Cure Windy (Veu) |
| 2006      | Gintama                                | Otose (Jove)                           |
| 2006      | Gift: Eternal Rainbow                  | Sena Asakawa                           |
| 2006      | Kagihime Monogatari Eikyuu Alice Rondo | Mika Ohgami                            |
| 2006      | Clannad                                | Yukine Miyazawa                        |
| 2008      | Gunslinger Girl -Il Teatrino-          | Triela                                 |
| 2009      | Els caçadors d'elements                | Chiara Ferina                          |
| 2011      | Cardfight!! Vanguard                   | Emi Sendō                              |
| 2013      | Line Town                              | Sally                                  |
| 2014      | Bonjour♪Sweet Love Patisserie          | Tsubaki Sannomiya                      |
| 2023      | Power of Hope: PreCure Full Bloom      | Mai Mishou                             |
| 2023      | Pokémon                                | Miki, Kurumi, Hinata                   |

### Animació de vídeo original (OVA)
- Amon: The Darkside of The Devilman (2000) - Miki Makimura
- Puni Puni Poemy (2001; 2 episodis) - Mitsuki Aasu
- .hack//Unison (2002–2003; 3 episodis) – Mistral
- Netrun-mon (2004) – Ranna
- Cyborg 009 VS Devilman (2015) - Sachiko
- Landreaall (2017) – Ion Lucafort[10]

### Videojocs
- Memories Off (1999) – Karin Hanamatsuri
- Star Ocean: Till the End of Time (2003) - Sophia Esteed, Ameena Leffeld
- Tomak: Save the Earth Love Story (2003) - Evian
- Clannad Full Voice (2004) - Yukine Miyazawa
- Fire Emblem: Path of Radiance (2005) - Boira
- Summon Night EX: Tesis Yoake no Tsubasa (2005) - Ainna
- Tsukiyo ni Saraba (2005) - Alice
- .hack//G. U. (2006) – Aina
- .hack/LINK (2010) – Mistral
- Fire Emblem Heroes (2017) - Mist: Helpful Sister,[11] Mist: Purest Spirit[12]
- Galaxy Angel II Mugen Kairō no Kagi – Natsume Izayoi
- Sèrie .hack – Mistral

### Doblatge
| Any       | Títol                 | Paper          | Actor original |
| --------- | --------------------- | -------------- | -------------- |
| 1989-1991 | Babar                 | Jove Celeste   | Tara Strong    |
| 2004-2007 | Drawn Together        | Princesa Clara | Tara Strong    |
| 2006      | High School Musical   | Kelsi Nielsen  | Olesya Rulin   |
| 2007      | High School Musical 2 | Kelsi Nielsen  | Olesya Rulin   |

## Discografia
Tot seguit s'esmenten els seus àlbums i senzills:

### Àlbums en CD
- Rainbow (15 de setembre de 2004)
- Private Heaven (10 de març de 2004)
- A HOUSE OF LOVE (11 de febrer de 2004)
- Touch My Heart (16 d'agost de 2002)

### Senzills
- Oneway radio
- Be My Angel
- Keep on Going
- Happy!Smile!Hello!

### DVD
- LIVE A HOUSE OF LOVE (30 de juny de 2004)
- CONCERT 2004 Private Heaven in SHIBUYA BOXX (15 de setembre de 2004)